# 京都府
35°1′18″N 135°45′20.2″E / 35.02167°N 135.755611°E
京都府（日语：／〔〕 Kyōto fu */?）是日本近畿地方的一級行政區（都道府縣）之一。以令制國來說，其相當於山城國的全域、丹波國的大半與丹後國的全域。位於該府轄域南部的京都，自公元794年日本遷都至此（平安京）至明治時代來臨前是天皇駐地，曾長期為日本首都。

## 地理
京都府位于日本本州岛中部附近的近畿地方，从北按顺时针方向依次与福井县、滋賀县、三重县、奈良县、大阪府、兵庫县相接壤。北部面向日本海。形状大致呈现为从西北方向向东南方向長約140km的細長形状。

### 地形
北部的丹後半島和舞鶴湾、若狭湾面向日本海。北部丹後山地、福知山盆地，中部的丹波高地、龟岡盆地，南部的京都盆地共同组成了標高1,000m以下的低山地帶。全府面積75%以上为山地和丘陵。
- 河川 
  - 淀川水系 - 桂川、宇治川、木津川、鴨川、高野川、
  - 由良川水系 - 由良川、土師川、牧川
  - 竹野川
- 山岳 
  - 比叡山、愛宕山、皆子山、长老岳（長老ヶ岳）、三国岳、大江山、三岳山、天王山
- 島嶼 
  - 冠島、沓島

### 氣候
京都府北部为日本海側气候、府南部为濑户内海式气候。府北部和中部的豪雪地帶分布广泛。笼统地说来：舞鶴・綾部及丹後地区为海洋性气候、其他地方大致呈现内陸性气候的特征

### 自然公園

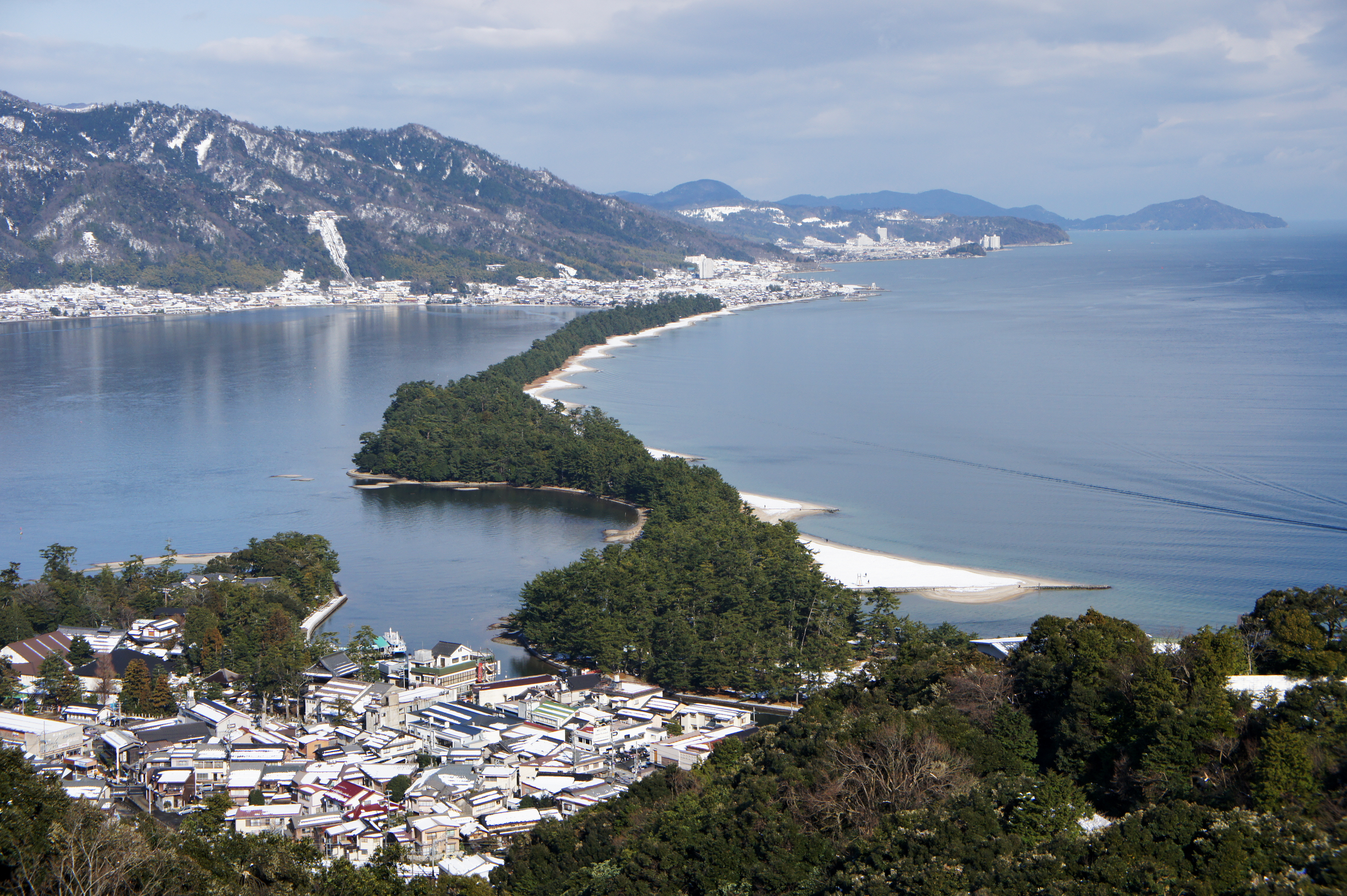
天橋立

- 国立公園

山陰海岸国立公園
- 国定公園

若狹灣國定公園、琵琶湖国定公園
丹後天橋立大江山國定公園
京都丹波高原國定公園
- 府立自然公園

府立琉璃溪自然公園、府立保津峽自然公園、府立笠置山自然公園

## 歷史

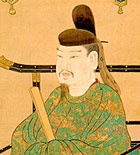
桓武天皇

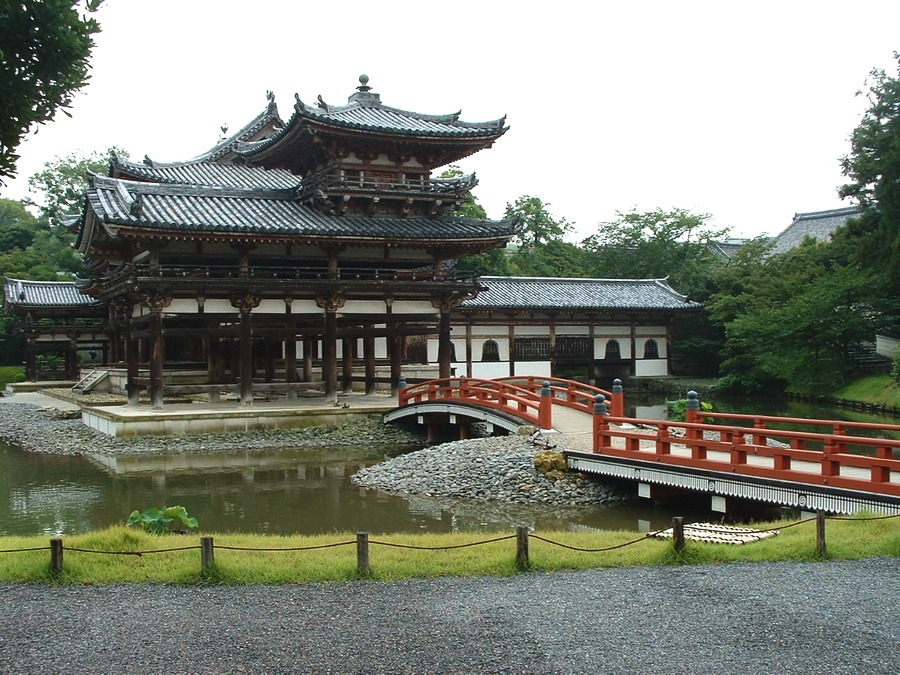
平等院鳳凰堂

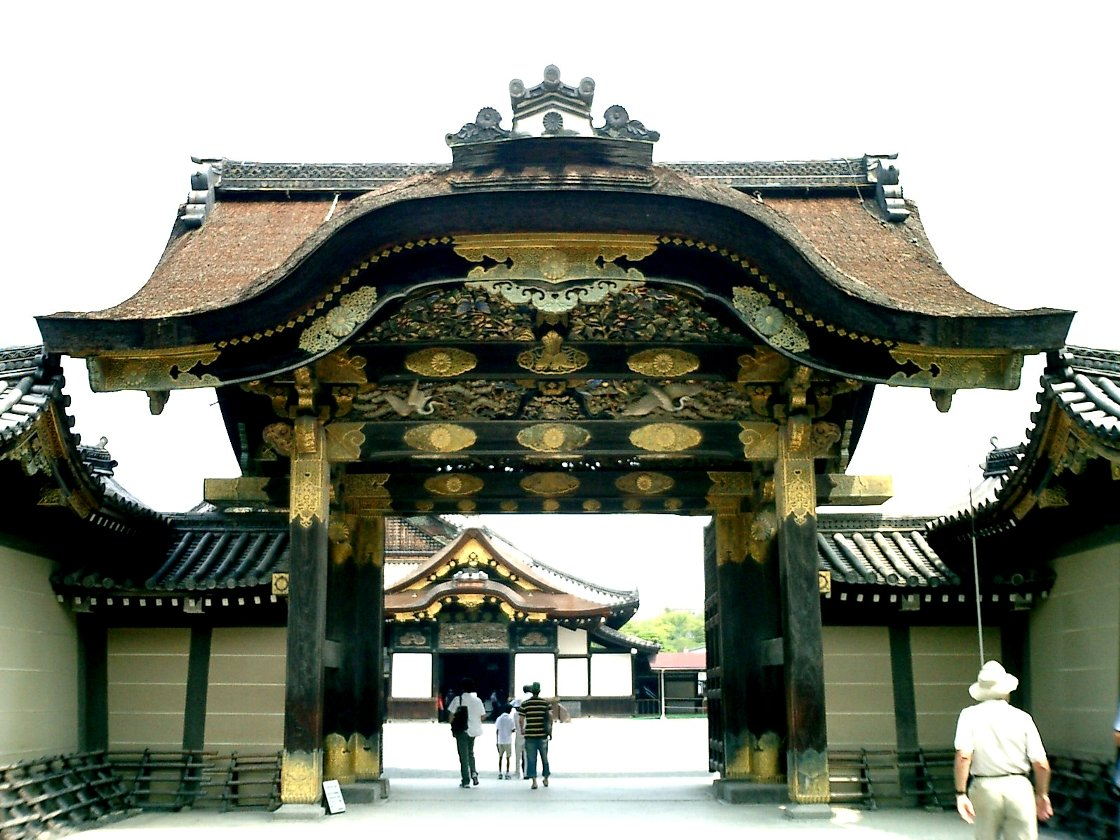
二條城唐門

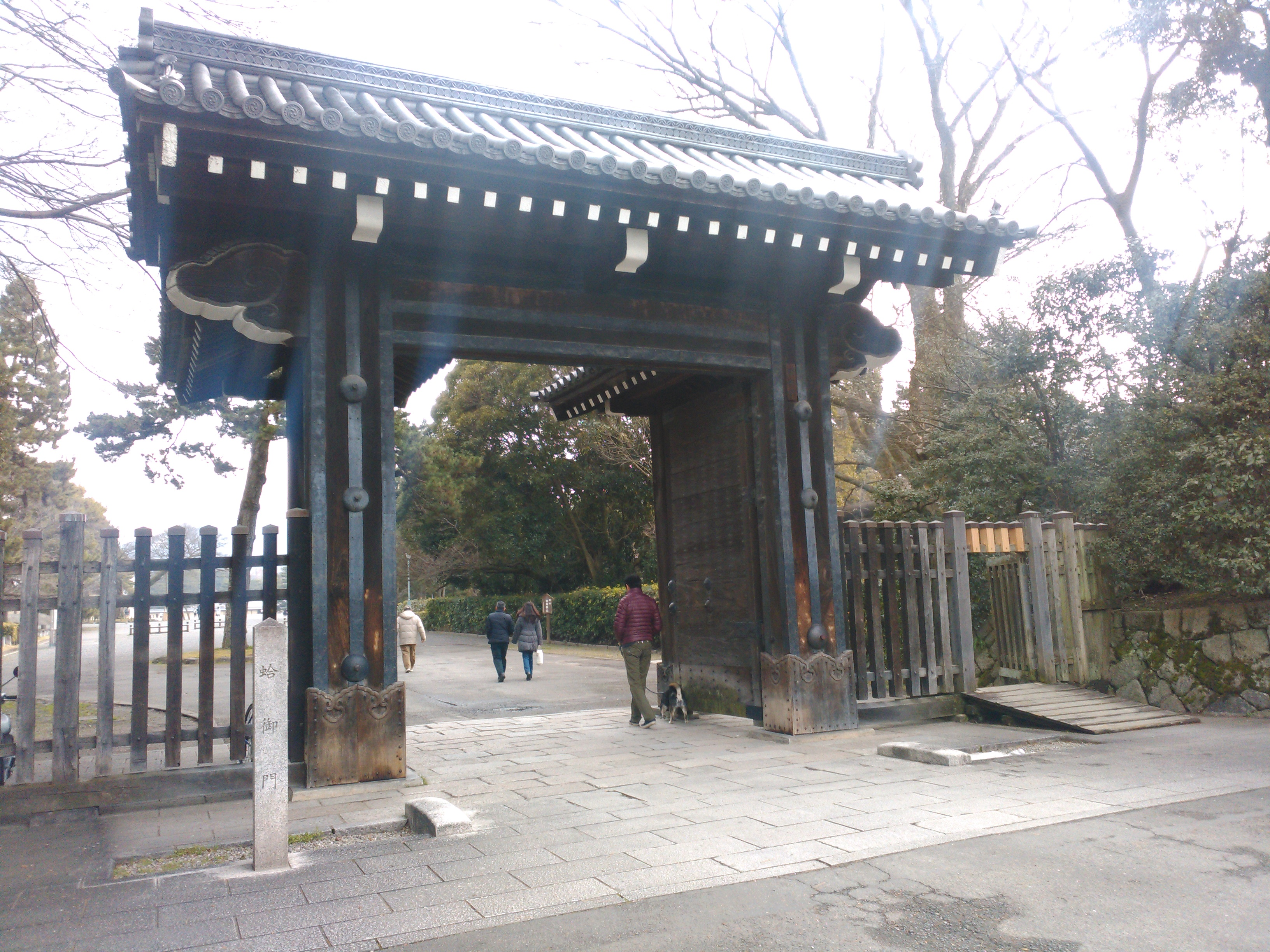
蛤御門（京都御苑）

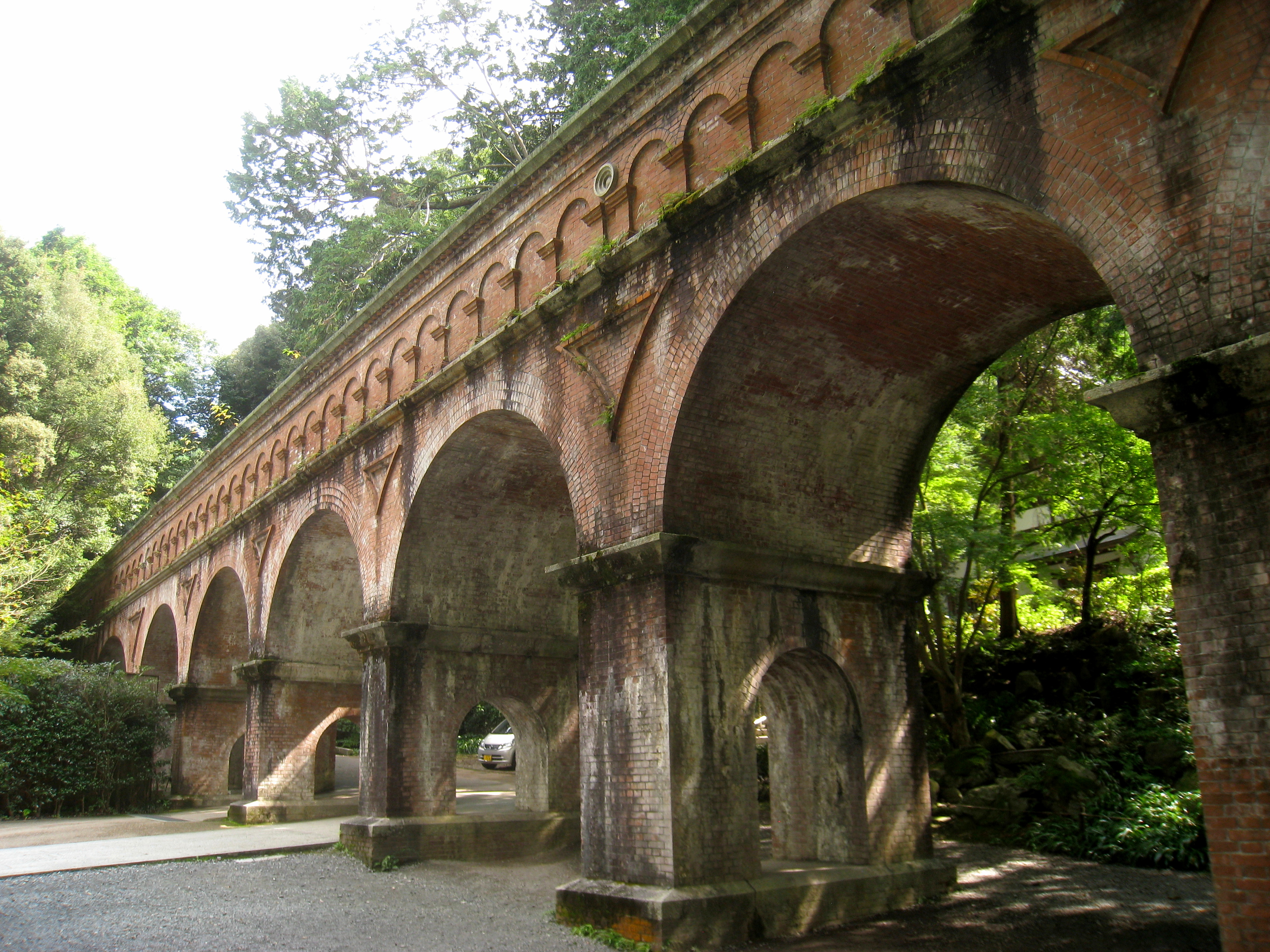
琵琶湖疏水（南禪寺）

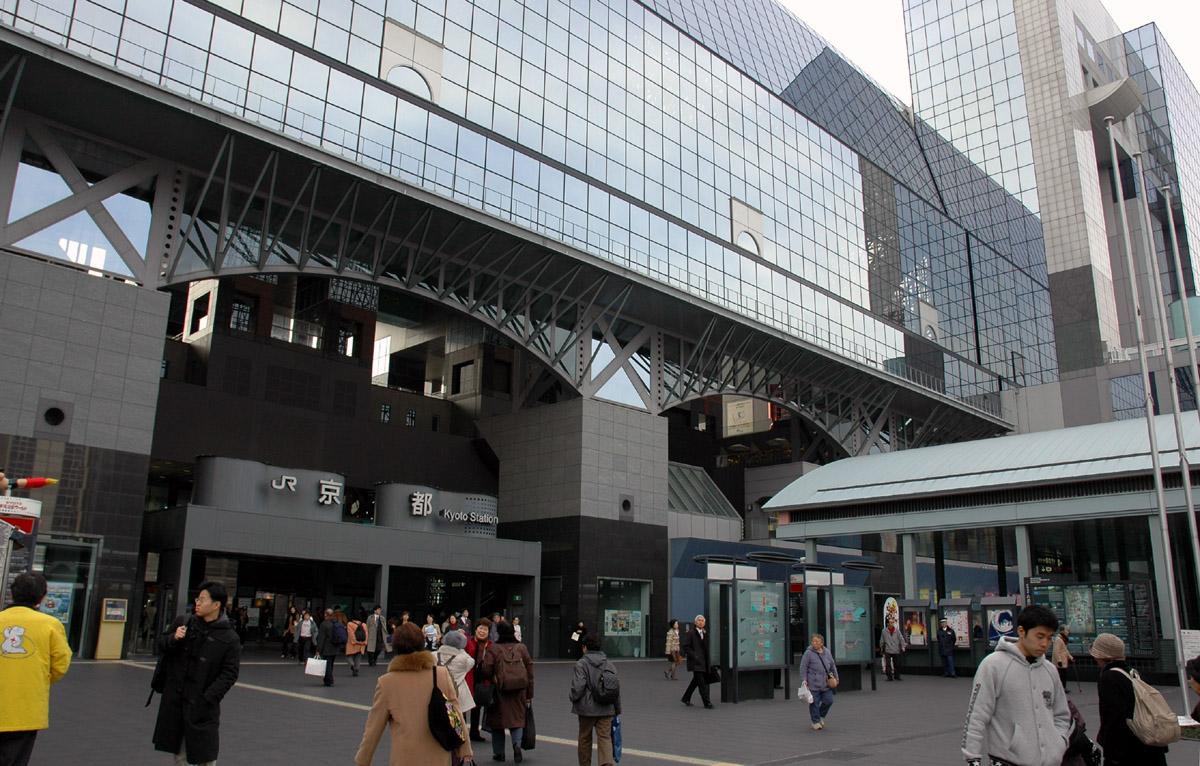
現在的京都車站

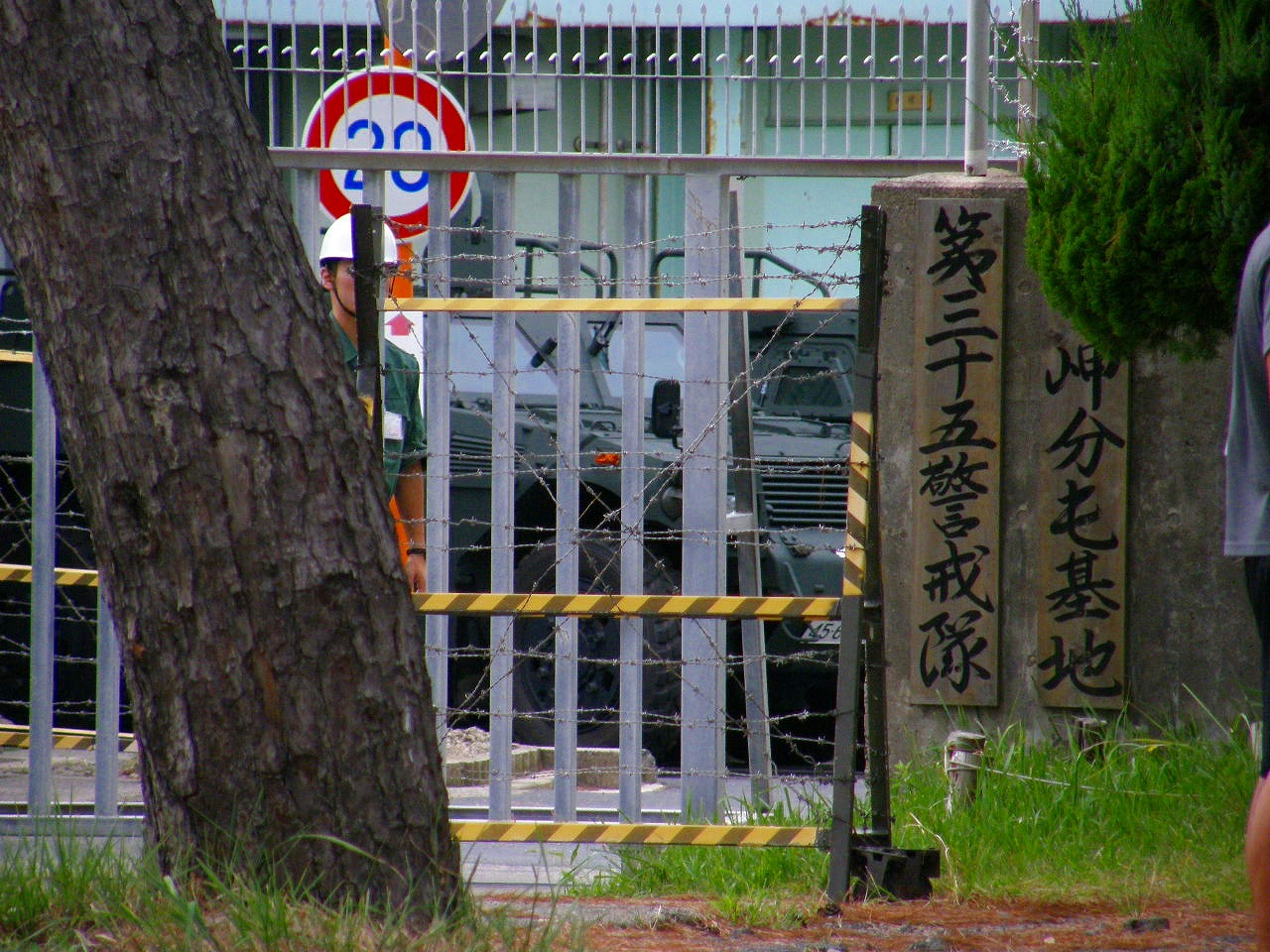
航空自衛隊經岬分屯基地、駐日美軍

### 史前时代
京都府長岡京市雲之宮遗跡于1960年、同地区的鶏冠井（かいで）遗跡于1962年被发掘出土。这两处遗跡证明了京都府的山城地区在史前时代就出现了文明。

### 平安时代以前
- 511年 继体天皇迁都至筒城宮（現在的京田邊市辖区）。
- 518年 继体天皇迁都至乙訓宮（現在的長岡京市辖区）。
- 603年 在这前后开创了广隆寺（蜂岡寺）。
- 678年 上賀茂神社成立。
- 713年 丹後国从丹波国分離出来。
- 740年 聖武天皇迁都至恭仁京（现在的木津川市）。
- 784年 桓武天皇迁都至長岡京（现在的向日市）。
- 794年 定都平安京（即现在的京都市）。

### 平安時代-戰国時代
- 866年 应天门之变（応天門の変）。
- 869年 因为瘟疫猖獗当地人在牛頭天王（現八坂神社）举行御霊会。970年从毎年都举行从而演变为现在的祇園祭。
- 1156年 保元之乱。
- 1159年 平治之乱。在这以后平清盛逐渐掌握政权。
- 1180年 6月、天皇移驾至福原京。
- 1183年 源義仲入京、平家逃亡。
- 1221年 承久之乱、设置六波羅探题。
- 1333年 建武新政。
- 1336年 足利尊氏入京。後醍醐天皇逃至吉野、南北朝时代开始。
- 1338年 足利尊氏被任命为征夷大将軍、室町幕府正式成立。
- 1392年 南北朝統一。
- 1467年 应仁之乱。从足利義政时期开始東山文化变得兴盛。
- 1485年 山城国一揆出现、当地人成立了自治政权直至1493年。
- 1568年 織田信長上洛。
- 1573年 室町幕府滅亡。
- 1579年 明智光秀平定了丹波国。此前一年修筑了龟山城（現龟岡市）、和福智山城（後来的福知山城）即現在的福知山市。
- 1582年 本能寺之变，山崎之战（山崎の戦い）。
- 1585年 豊臣秀吉继任关白。
- 1586年 豊臣秀吉设置了聚乐第。建造了御土居等一系列建筑对京都实施大改造。
- 1592年 豊臣秀吉修筑伏見城（指月城）。
- 1596年 慶長大地震（实际在文禄年間），伏見城几乎被全部破坏。
- 1598年 豊臣秀吉在伏見城死亡。秀赖移居至大坂城。
- 1600年 伏見城于关原之战（関ヶ原の戦い）中被西軍攻击并烧毁。翌年徳川家康开始重建。
- 1601年 设置京都所司代。
- 1603年 二条城竣工。德川家康在伏見城接受了将军委任（将軍宣下）。

### 江戶時代
- 1623年 伏見城废城。在这之后、伏見区形成了港湾商業城市。
- 1669年 设置京都町奉行所。
- 1862年 设置京都守护職。
- 1863年 新选组結成。
- 1864年 蛤御門之變（禁門の変）。
- 1867年 王政復古、设置京都市中取締所、废除京都守护職。

### 明治時代-第二次世界大戰
- 1868年　鳥羽伏見之戰、京都府成立。
- 1869年　天皇行幸東京。之後便遷都東京。
- 1889年　京都市成立。府知事兼任市長。舞鶴設置了海軍第4鎮守府（舞鶴鎮守府）
- 1890年　琵琶湖疏水（第1期）竣工。
- 1892年　於綾部創立大本教
- 1895年　日本最早的电气化铁路列车（京都電氣鐵道）开始運行。平安神宮开设，并开始举行一年一度的時代祭。
- 1897年　設置京都帝室博物館、京都帝國大学
- 1898年　京都市另設市長不再由府知事兼任
- 1907年　於深草設置第16師團（自第4師團分出）
- 1933年　巨椋池干拓事業開始
- 1944年　第16師團、萊特島之戰全軍覆滅

### 第二次世界大戰後
- 1945年　美國第六軍團司令克魯格將軍进入京都
- 1950年　蜷川虎三當選京都府知事、革新府政（～1978年）
- 1957年　陸上自衛隊大久保駐屯地設置
- 1964年　東海道新幹線開業
- 1966年　京都国際会场（後来改称「国立京都国際会館」）開館。
- 1972年　長岡京市设立。
- 1994年　京都建城1200年；京都府的16處建築以「古都京都的文化財」（古都京都の文化財）名義被登錄為聯合國教科文組織世界文化遗产
- 1997年　京田邊市成设立。聯合國在日本京都制定《京都議定書》
- 2004年　京丹後市设立
- 2005年　京丹波町设立。京都迎賓館開館。
- 2006年　南丹市、与謝野町设立。
- 2007年　木津川市设立。

## 行政區劃

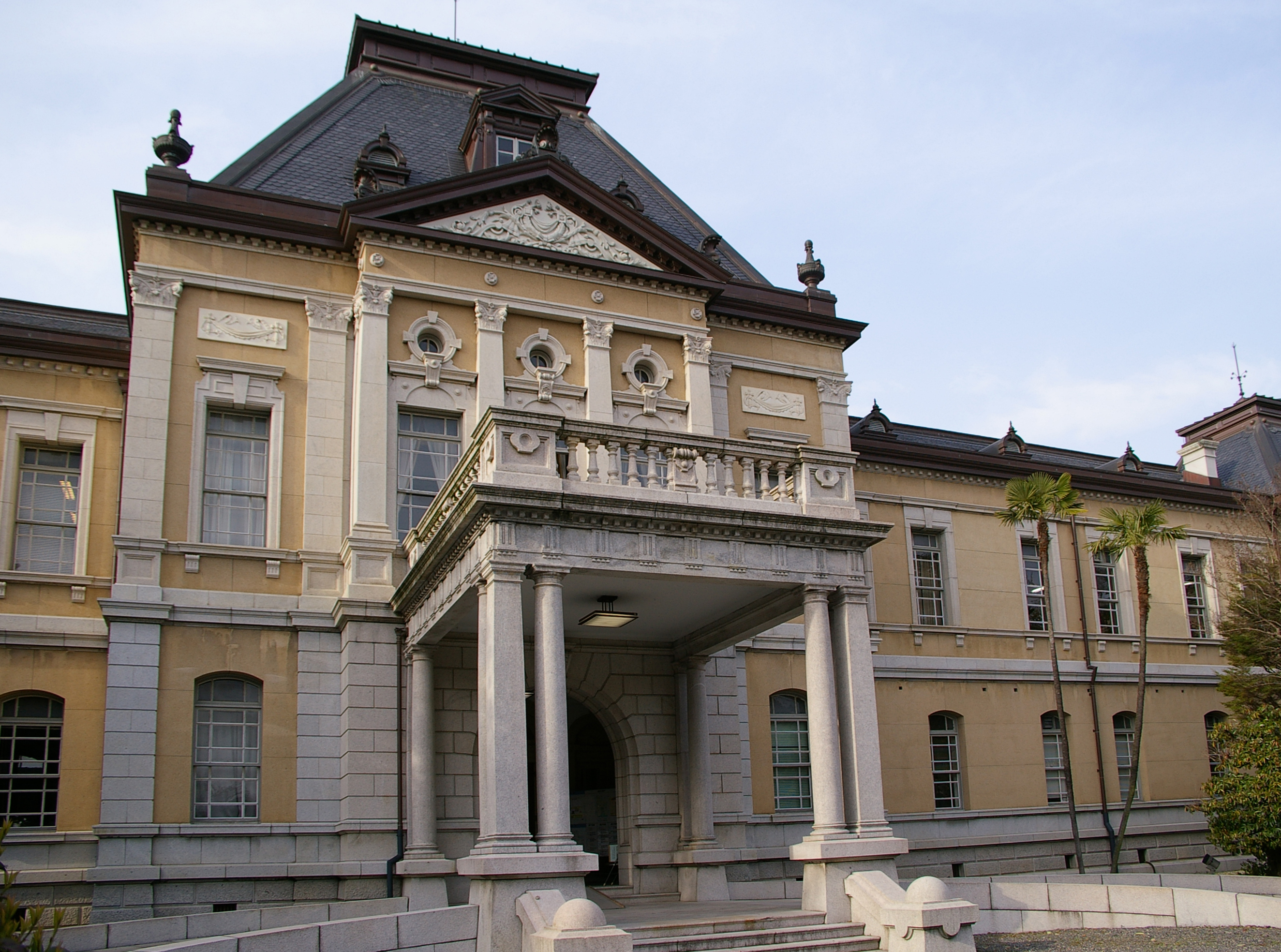
前京都府廳（京都市）

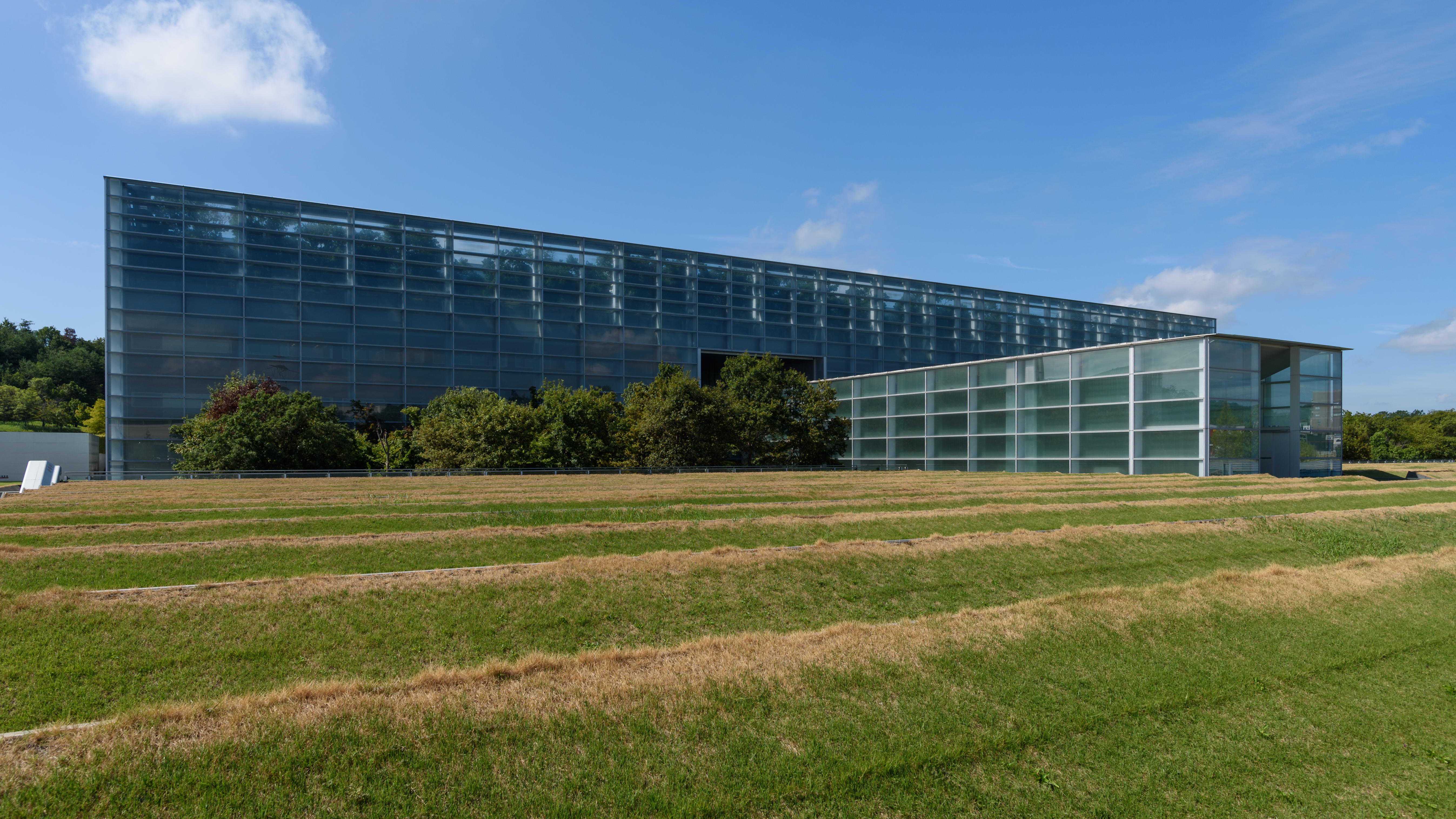
國立國會圖書館关西馆（精華町）

京都府下轄26個次級行政區，其中包括以京都市為首的15個市級行政區，10個町級行政區，與1個村級行政區。府厅所在地的京都市是人口接近150萬的政令指定都市，日本全國城市人口排名第八。
- 京都市
- 福知山市
- 舞鶴市
- 綾部市
- 宇治市
- 宮津市
- 龜岡市
- 城陽市
- 向日市
- 長岡京市
- 八幡市
- 京田邊市
- 京丹後市
- 南丹市
- 木津川市
- 乙訓郡
  - 大山崎町
- 久世郡
  - 久御山町
- 綴喜郡
  - 井手町
  - 宇治田原町
- 相樂郡
  - 笠置町
  - 和束町
  - 精華町
  - 南山城村
- 船井郡
  - 京丹波町
- 與謝郡
  - 伊根町
  - 與謝野町

## 經濟

### 產業

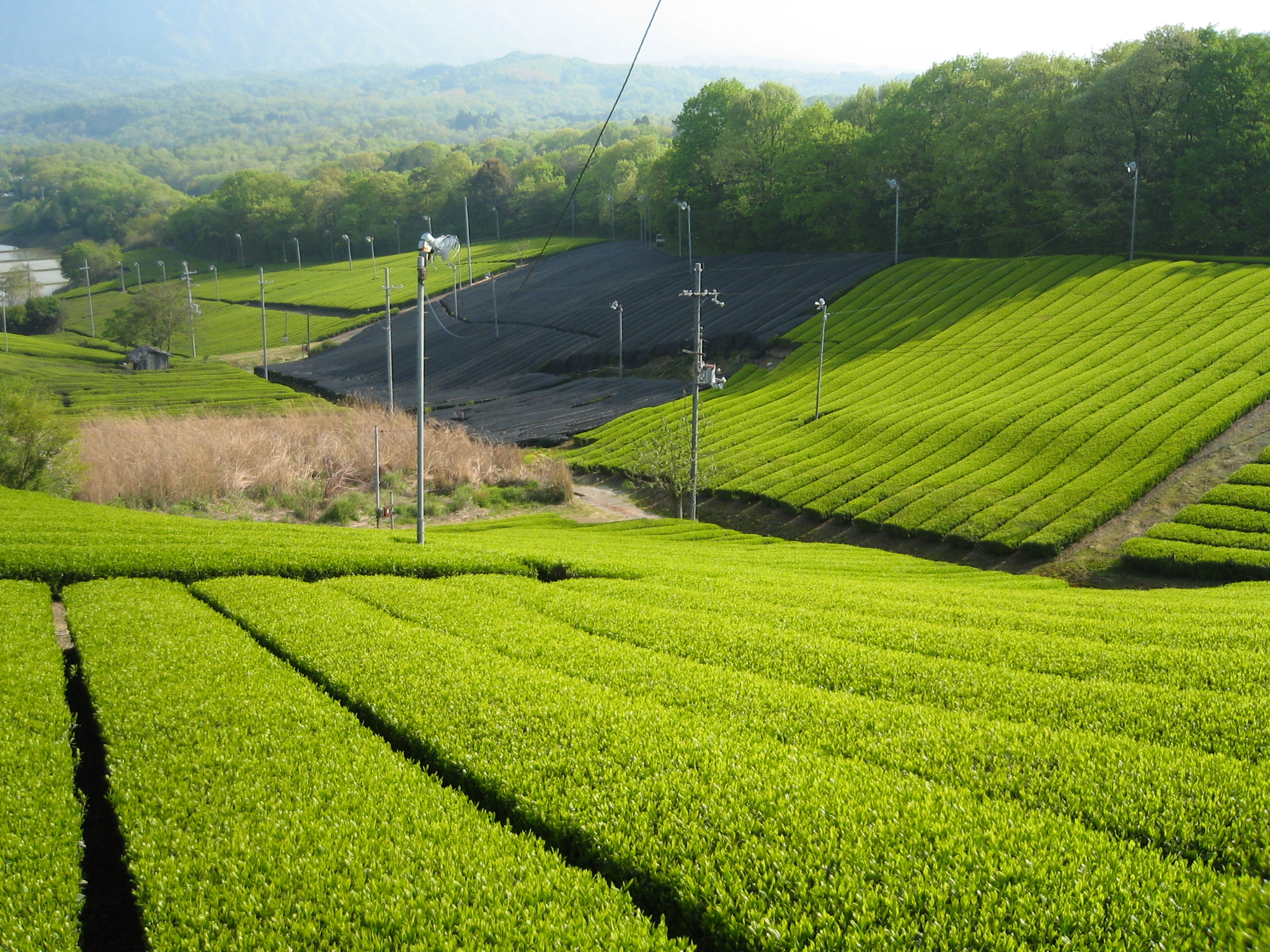
宇治茶

| 年份 | 美元   |
| ---- | ------ |
| 1975 | 4,746  |
| 1980 | 8,375  |
| 1985 | 12,799 |
| 1990 | 18,128 |
| 1995 | 21,190 |
| 2000 | 24,692 |
| 2005 | 29,256 |
| 2010 | 33,058 |
| 2014 | 37,595 |

#### 第三産業
- 京都銀行
- 京都放送
- PHP研究所
- 京都動畫
- 丸韓
- 王將餃子
- WILLER TRAINS
- 京福電氣鐵道
- 叡山電鐵
- 嵯峨野觀光鐵道
- Hatena
- 东星软件
- Intelligent Systems

#### 第二產業
- 京瓷
- 日本電產
- 村田製作所
- 欧姆龙
- 任天堂
- 岛津制作所
- 羅姆半導體
- 華歌爾
- Maxell
- 京都研究園區

#### 觀光業
特別是在南部（舊山城國），擁有京都市和宇治市等觀光都市，觀光業很發達。

#### 農業、林業
在中部地區，丹波黑（黑豆）的栽培與加工很發達，超越原產地（兵庫縣丹波篠山市）。林業則有北山杉等。在南部地區，茶的栽培與加工很發達。

#### 漁業、航運業

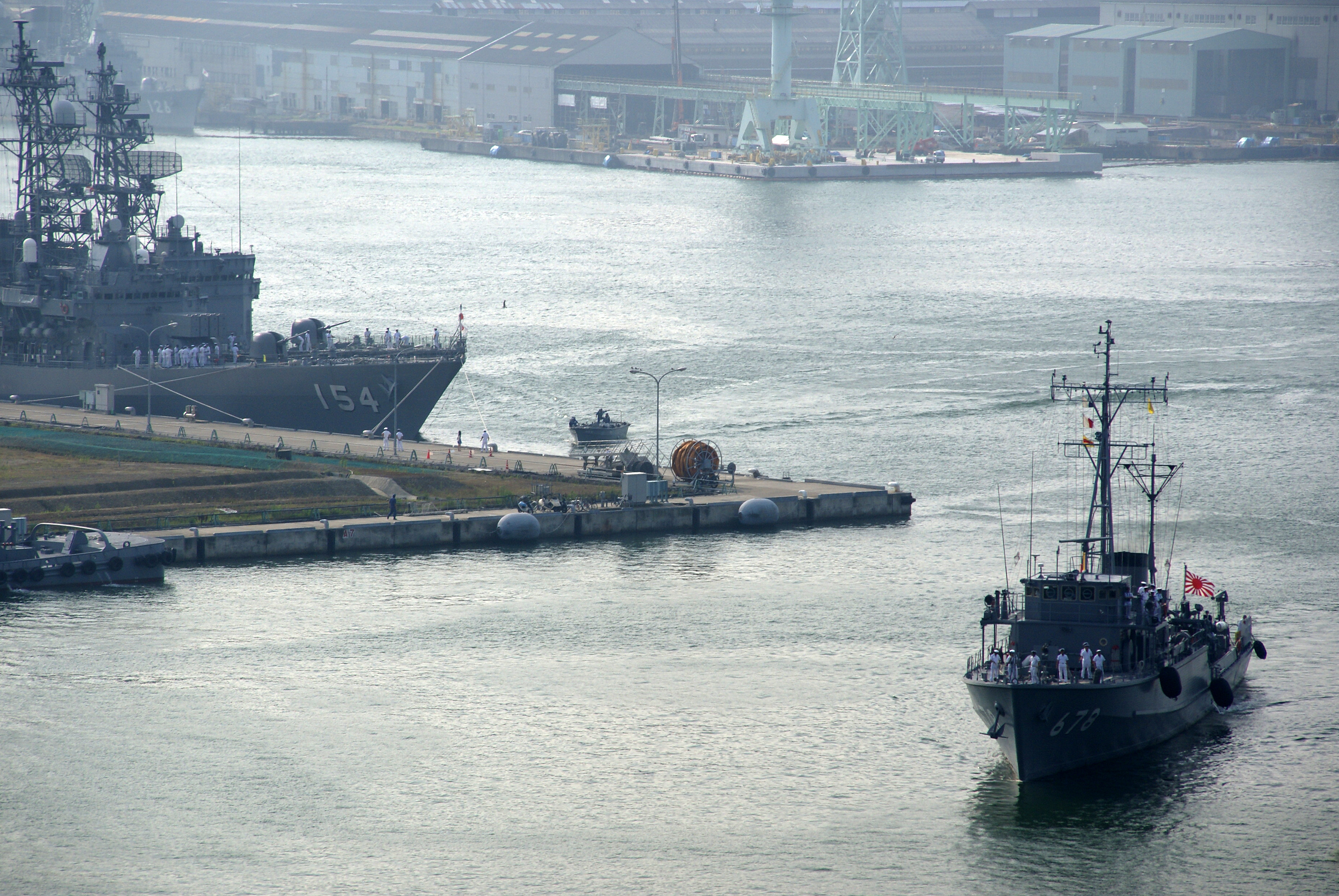
舞鶴港

擁有被指定為重要港湾的舞鶴港，在北韓被經濟制裁前，入港的北韓船隻很多。另外，舞鶴與北海道小樽港間，有新日本海渡輪定期通航。貨櫃吞吐量：10,829千噸。

## 地域

### 都市圈
- 京都都市圈
- 福知山都市圈（日语：福知山都市圈）
- 舞鶴都市圈（日语：舞鶴都市圈）

### 南北問題
京都府五成五的人口都居住在府廳所在地的京都市，人口集中率僅次於東京都（舊東京府），在所有道府縣中位列第一（如果算入東京都的話，東京都23特別區（舊東京市）為第一位，約有2/3）。
京都府南北細長，位于内陸側的部份，也被稱為「山背」的南部（舊山城國），與面對日本海，被稱作両丹的北部（舊丹波國、舊丹後國）的差異很大，形成南部與北部的不同。
南部（中心地：京都市）是京畿，與大津市、舊攝津國（阪神），和奈良縣北部的交流很多。而被稱為北近畿的北部（福知山市、舞鶴市、宮津市等），與舊但馬國（現在兵庫縣北部）、舊若狭國（現在福井縣嶺南地方）交流較多，與京都市較少。
在第二次世界大戰後的經濟成長中，相對於舊山城國的快速發展，與北陸地方和山陰地方連結的北部，雖位在日本海的要衝，其發展有被輕忽的傾向。近年來，舊丹波國也形成工業區塊，在從山城（久御山町），經由丹波（南丹市）到丹後（京丹後市）的京都縱貫自動車道等的建設完成後，希望能矯正南北差異。另外，約自1965年起，舊丹波國區的龜岡市等南丹地區與京都市連結也增加了，目前一般以船井郡以南，當作南部。

## 文化

### 文化遺產

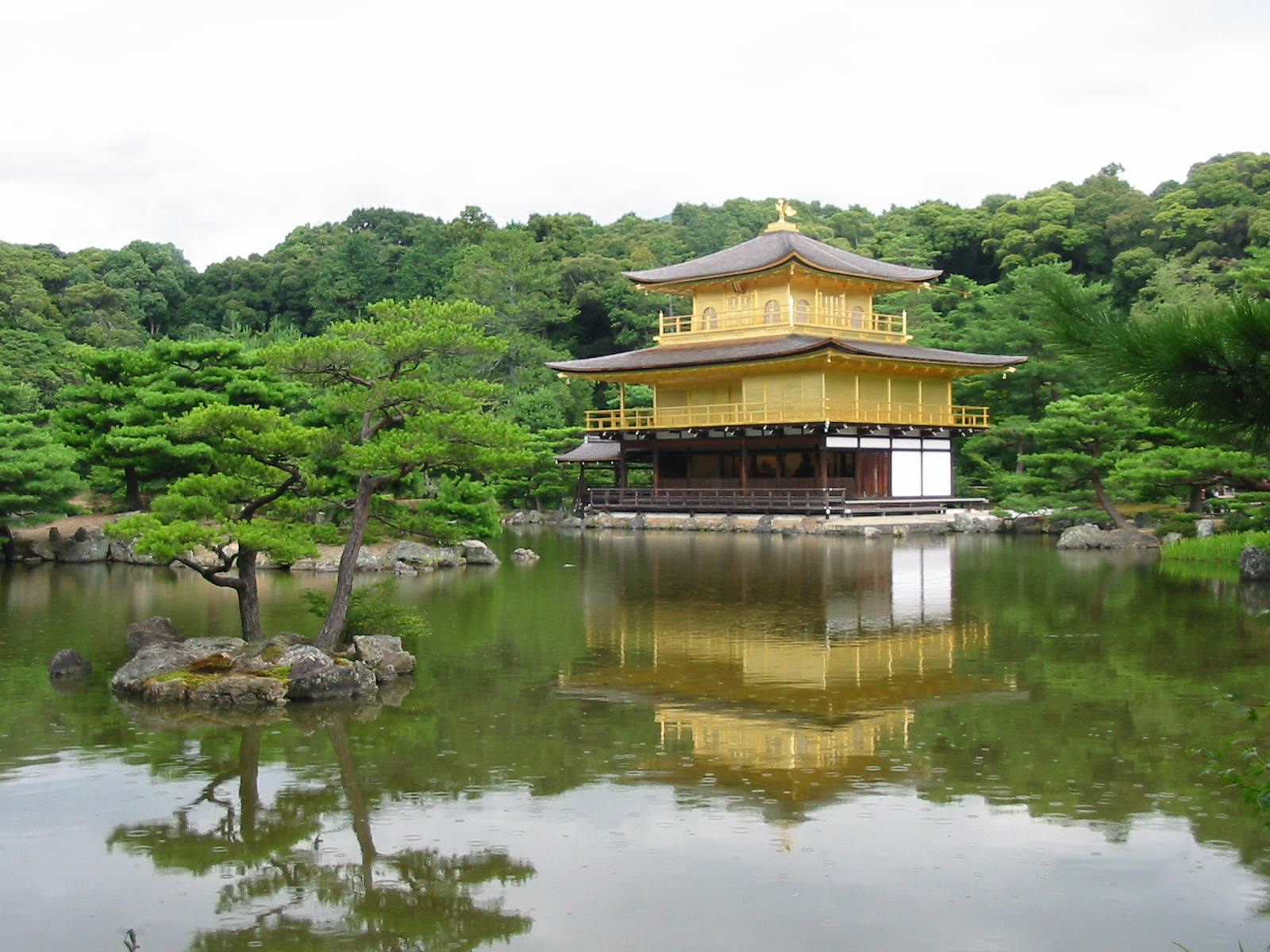
鹿苑寺金閣

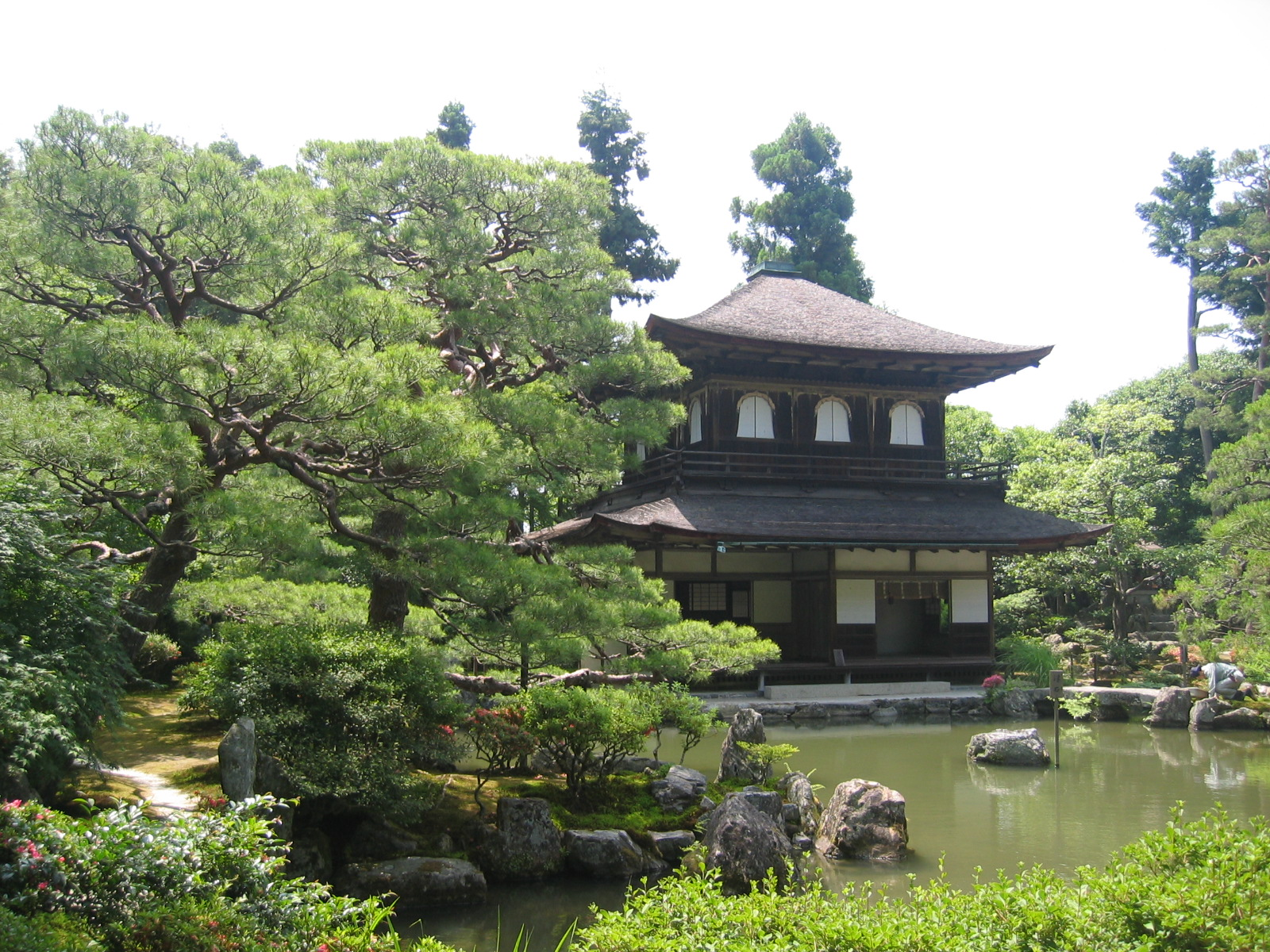
世界遺產銀閣寺

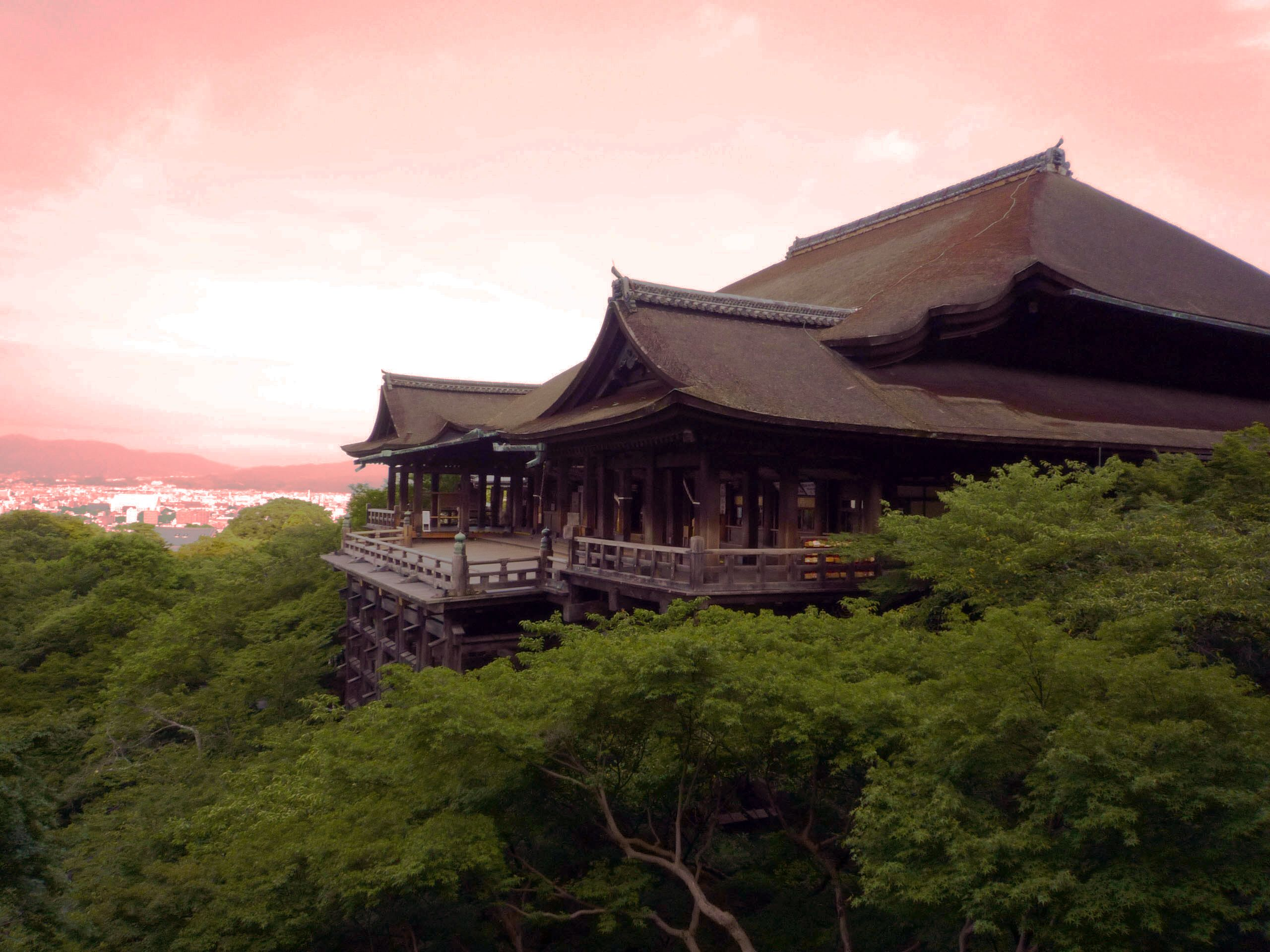
古都京都的文化財清水寺

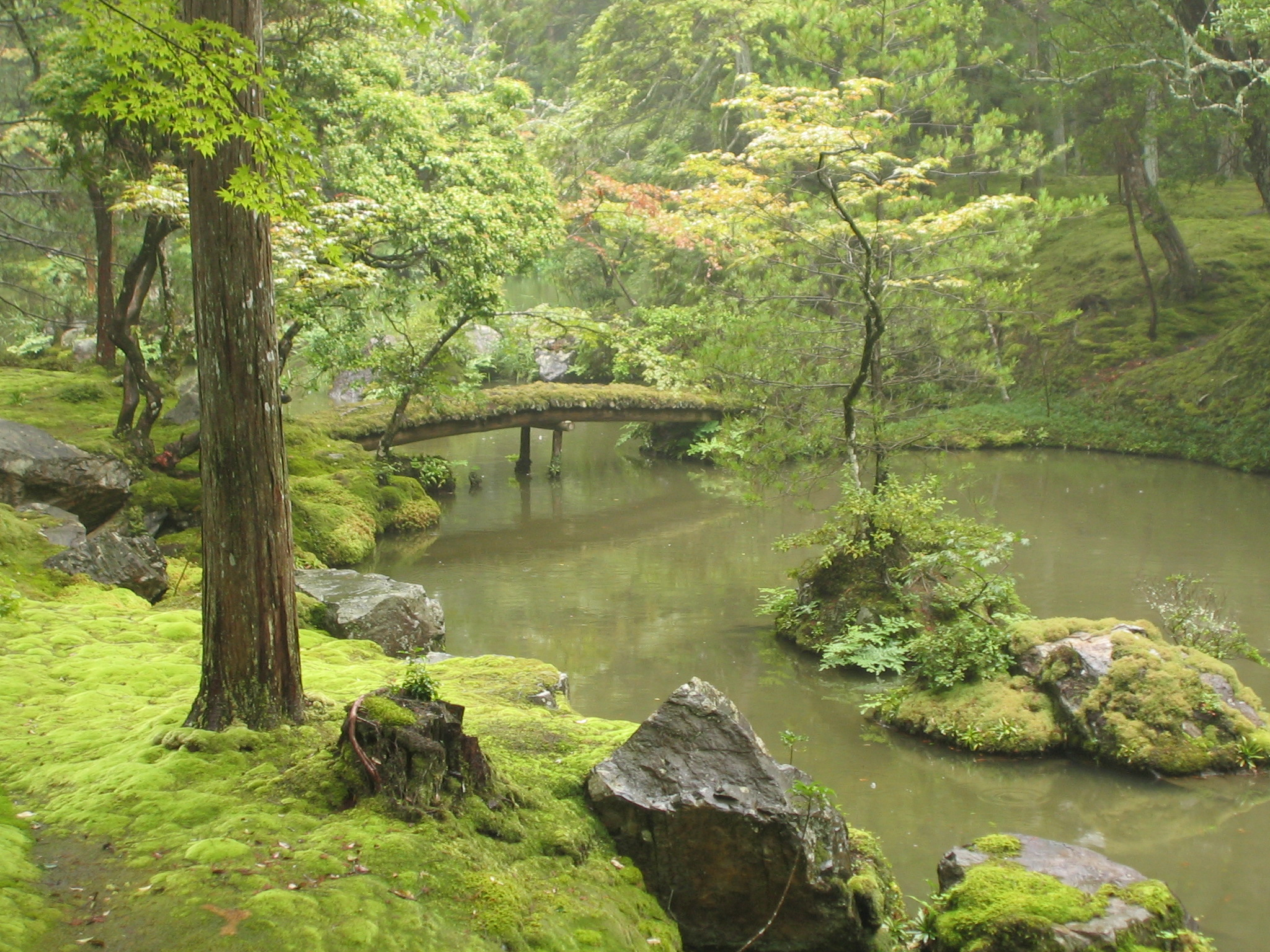
世界遺產西芳寺庭園

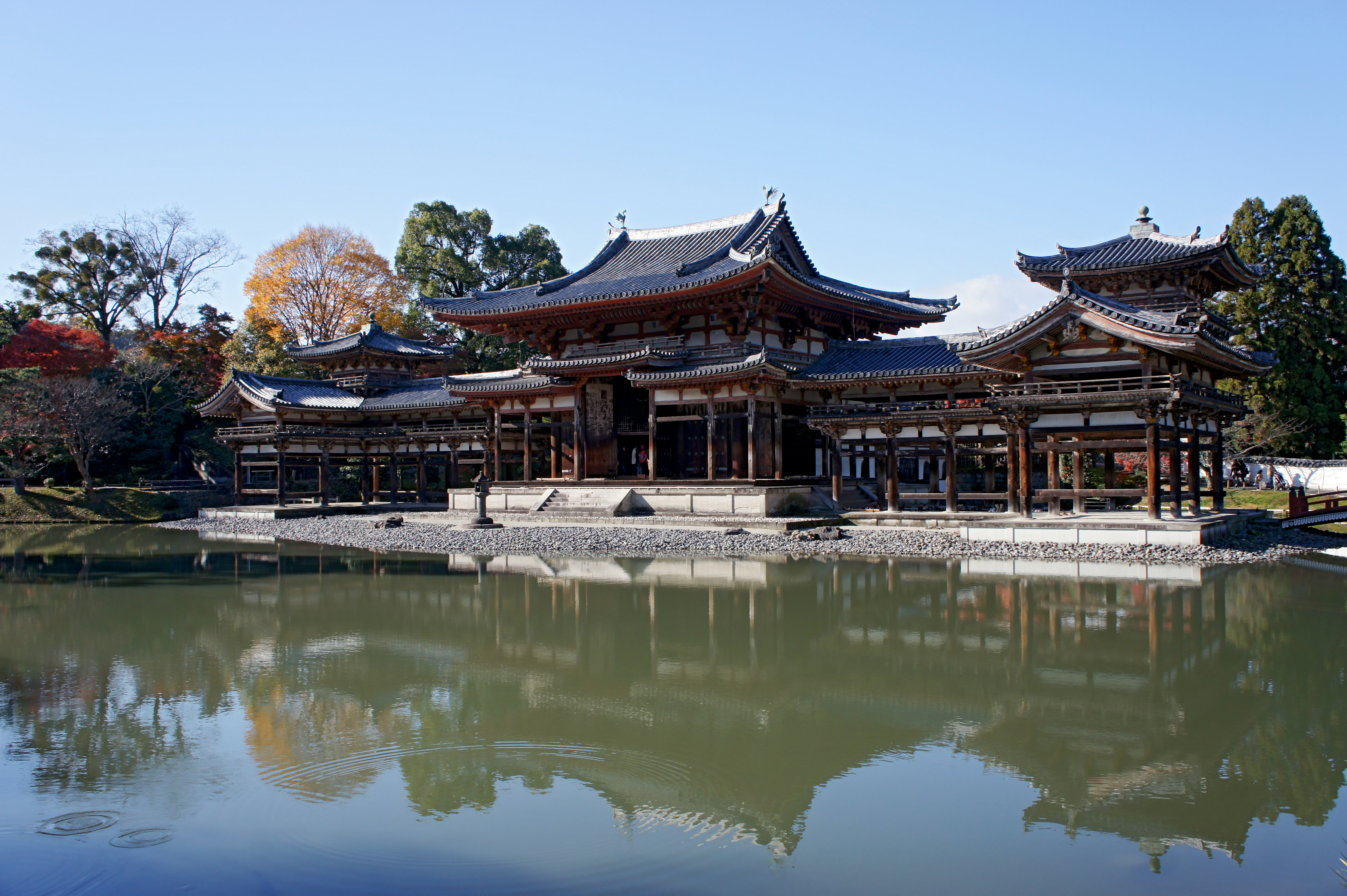
日本國宝平等院鳳凰堂一角（日本淨土式庭園）

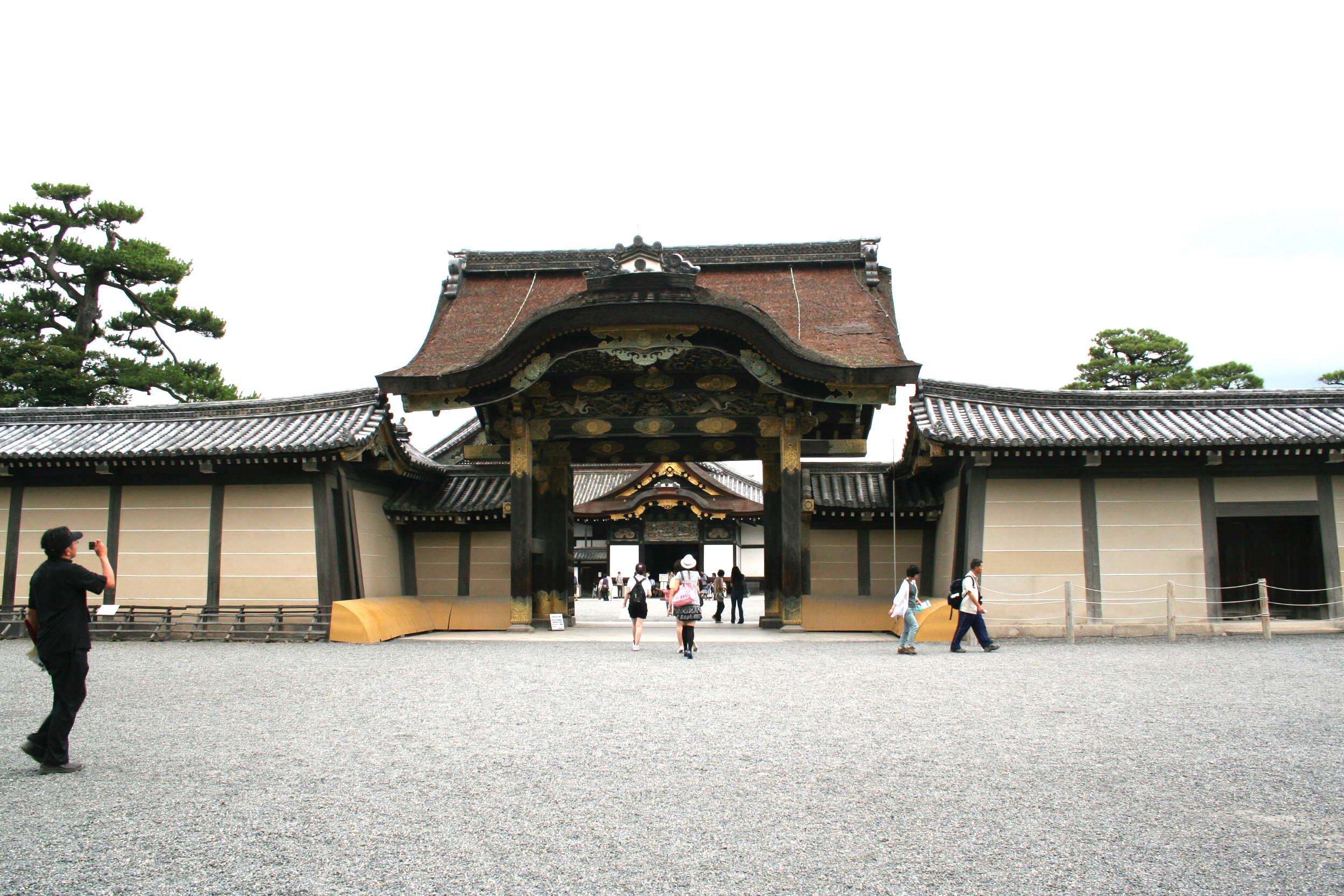
世界遺產二条城唐門

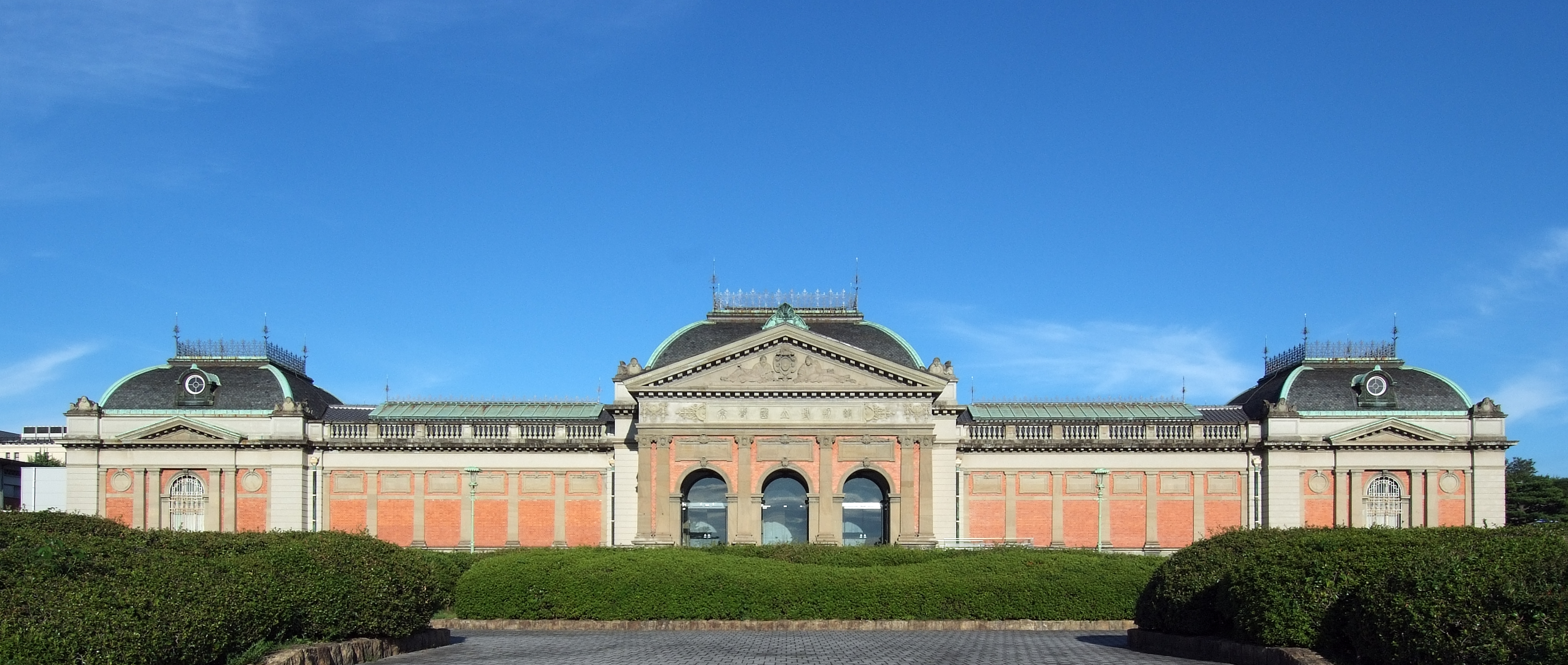
京都國立博物館

世界文化遺產
- 古都京都的文化財

國寶美術工藝品（都道府縣裡繼東京排名第二）
- 185件

國寶建築物（都道府縣裡繼奈良排名第二、52件73棟）
- 宇治上神社 -  拜殿、本殿
- 賀茂御祖神社（東本殿、西本殿）2棟
- 賀茂別雷神社（本殿、權殿）2棟
- 海住山寺 - 五重塔
- 觀智院 - 客殿
- 教王護國寺 - 金堂、五重塔、大師堂、蓮花門
- 光明寺 - 二王門
- 廣隆寺 - 桂宮院本堂
- 高山寺 - 石水院（五所堂）
- 三寶院 - 唐門、表書院
- 慈照寺 - 銀閣、東求堂
- 淨瑠璃寺 - 三重塔、本堂
- 仁和寺 - 金堂
- 清水寺 - 本堂
- 大仙院 - 本堂
- 大德寺 - 唐門、方丈及玄關（兩棟）
- 大報恩寺 - 本堂（千本釋迦堂）
- 醍醐寺 - 金堂、五重塔、清瀧宮拜殿、藥師堂
- 知恩院 - 三門、本堂（御影堂）
- 東福寺 - 三門
- 南禪寺 - 方丈
- 二條城 - 二之丸御殿（6棟）
- 平等院 - 鳳凰堂（含翼樓、尾樓4棟）
- 法界寺 - 阿彌陀堂
- 豐國神社 - 唐門
- 北野天滿宮 - 本殿、石之間、拜殿及樂之間（複合社殿1棟）
- 本願寺（西本願寺） - 黑書院及傳廊（兩棟）、書院（對面所及白書院）、唐門、飛雲閣、北能舞台
- 妙喜庵 - 茶室（待庵）
- 妙法院 - 庫裏、蓮華王院本堂（三十三間堂）
- 龍吟庵 - 方丈
- 龍光院 - 書院

特別史蹟（3件）
- 慈照寺（銀閣寺）庭園
- 鹿苑寺（金閣寺）庭園
- 醍醐寺三寶院庭園

特別名勝（都道府縣裡為日本最多、11件）
- 慈照寺（銀閣寺）庭園
- 鹿苑寺（金閣寺）庭園
- 醍醐寺三寶院庭園
- 金地院庭園
- 淨瑠璃寺庭園
- 西芳寺庭園
- 大仙院書院庭園
- 大德寺方丈庭園
- 天橋立
- 天龍寺庭園
- 二条城二之丸庭園
- 法金剛院青女瀧 附 五位山
- 本願寺（西本願寺）大書院庭園
- 龍安寺方丈庭園

重要傳統性建築物群保存地區（都道府縣裡為日本最多、7件）
- 上賀茂 （京都市北區）
- 產寧坂 （京都市東山區）
- 祇園新橋 （京都市東山區）
- 嵯峨鳥居本 （京都市右京區）
- 美山町北 （南丹市）
- 伊根浦 （伊根町）
- 加悅 （與謝野町）

### 典藏展覽
- 京都國立博物館

### 體育
- 京都不死鳥
- 京都馬拉松
- 京瓷桑加體育場
- 西京極綜合運動公園

## 特產
| 水果、蔬菜     | 水果、蔬菜                                               |
| -------------- | -------------------------------------------------------- |
| 茶             | 以宇治茶、山城茶最為知名。                               |
| 京野菜         | 強調食材選擇，是京都飲食文化的重點之一。                 |
| 松茸           | 以丹波的松茸最為知名。                                   |
| 魚介類、海產   |                                                          |
| 松葉蟹         | 以丹後地區的舞鶴作為捕撈重鎮，冬季為主要產期。           |
| 岩牡蠣（イワガキ）     | 同樣以舞鶴為捕撈重鎮，夏季為主要產期。                   |
| 鄉土料理       |                                                          |
| 京菓子         | 京都的和菓子（日式糕餅），被譽稱為日本三大菓子產地之一。 |
| 一休寺納豆     | 是一種不會牽絲的鹽味納豆（京田邊市）。                   |
| 工藝品、民藝品 |                                                          |
| 京燒、清水燒   | 國家指定傳統工藝品。                                     |
| 西陣織         | 國家指定傳統工藝品。                                     |
| 京友禪         | 國家指定傳統工藝品。                                     |
| 京鹿子絞（）   | 國家指定傳統工藝品。                                     |
| 京小紋         | 國家指定傳統工藝品。                                     |
| 京繍           | 國家指定傳統工藝品。                                     |
| 京黑紋付染     | 國家指定傳統工藝品。                                     |
| 京人形         | 國家指定傳統工藝品。                                     |
| 京扇子         | 國家指定傳統工藝品。                                     |
| 京漆器         | 國家指定傳統工藝品。                                     |
| 京佛壇         | 國家指定傳統工藝品。                                     |
| 京佛具         | 國家指定傳統工藝品。                                     |
| 京團扇         | 國家指定傳統工藝品。                                     |
| 京指物         | 國家指定傳統工藝品。                                     |
| 京組み紐       | 國家指定傳統工藝品。                                     |
| 京石工藝品     | 國家指定傳統工藝品。                                     |
| 京表具         | 國家指定傳統工藝品。                                     |
| 參考資料：     |                                                          |